# Minka Kelly
Minka Dumont Kelly (født Minka Dumont Dufay, 24. juli 1980) er en amerikansk skuespillerinde, der mest er kendt for sine roller i Charlie's Angels, Friday Night Lights og The Roommate. Hun blev i 2010 af magasinet Esquire kåret til 'den mest sexede nulevende kvinde'.

## Opvækst
Minka blev født i Los Angeles den 24. juli 1980, og er det eneste barn af den tidligere Aerosmith-guitarist Rick Dufay og danserinden Maureen Dumont Kelly. Hendes farfar var skuespiller og investeringsrådgiveren Richard Ney. Hendes forældre blev skilt da hun var ung, og opvoksede hos sin mor. Kelly og hendes mor flyttede flere gange, indtil bosatte sig i Albuquerque, New Mexico da Kelly gik i Junior High School. Hun har franske og irske aner.

## Karriere
Da hun som 19-årig dimitterende fra Valley High School i Albuquerque, vendte hun tilbage til fødebyen Los Angeles. Imens hun fortog nogle test shoots for et modelbureau, blev hun kontaktet af en tidligere Playmate (Playboy), der var interesseret i at være hendes manager, og ansatte hende som receptionist på en kirurgisk klinik, hvor hun i bytte for at hun modtog en brystforstørrende operation i bytte for arbejdstimer. Hun valgte dog i sidste ende at gå imod planen, hvilket førte til at hun blev fyret. Hendes lille afstikker til medicinalbranchen, fik hende til at tage en ét-årig uddannelse som kirurgassistent, hvor hun efterfølgende tog job som dette. I løbet af de fire år hun arbejdede der, fortsatte hun med at tage auditions for tv- og filmroller.
I 2003 fik hun sin filmdebut i kortfilmen Turbo-Charged Prelude, der er en seks minutters introduktionsfilm til actionfilmen, 2 Fast 2 Furious. Det fulgte op med en gæsteoptræden i den amerikanske sitcom Cracking Up. Hun har medvirket i flere tv-shows, som f.eks. Entourage, Drake & Josh, og American Dreams. I 2005 fik hun en tilbagevendende rolle i sitcomserien What I Like About You i tre episoder.
I april 2006 blev hun castet til en teenager tv-serie, Friday Night Lights, på kanalen NBC, der bygger på den samme historie som filmen af samme navn, der følger en gruppe high school fodboldhold i den lille fiktive by, Dillon. Kelly spillede rollen som high school-elev og cheerleaderen, Lyla Garrity. Som forberedelse til sin rolle, trænede hun med Pflugerville High Schools cheerleaderhold. Serien havde premiere i USA den 3. oktober 2006. Kelly fik stor ros fra New York Times, der kaldte hendes præstation "hjerteskærende". I slutningen af tredje sæson forlod Kelly serien, da hendes karakter skulle på universitet. Serien havde premiere på svensk-tv den 29. maj 2007, men har aldrig været sendt i Danmark.
I 2006 medvirkede hun i gyserfilmen The Pumpkin Karver og havde en lille rolle State's Evidence. I 2007 blev hun genforenet med skaberen af Friday Night Lights, Peter Berg i filmen The Kingdom sammen med Jamie Foxx og Jennifer Garner, i en birolle som Ms. Ross. I 2009 havde hun en birolle i filmen (500) Days of Summer.
I august 2008 var Kelly hovedperson i tv-serien Body Politic. Hun spillede rollen som Francesca "Frankie" Foster, der flyttede til Washington, for at få en arbejde for en senator. Trods stor anerkendelse blandt kritikere, valgte tv stationen The CW ikke at lave en opfølgende sæson til serien. Kelly optrådte i en kort overgang i comedyserien på CBS, Mad Love, med rollen som Kate der forelsker sig i Henry på toppen af Empire State Building. I den følgende sæson blev Kelly erstattet af Sarah Chalke.
I april 2010 medvirkede Kelly i NBC's dramaserie Parenthood. Hun spillede rollen som adfærdsmæssigassistent til karakteren Max, et barn som var diagnosticeret med Aspergers syndrom. Kelly var med i ni episoder af serien, før hun optrådte for sidste gang i episoden Taking the Leap, der blev sendt 29. marts 2011. Hun blev samme år kåret af magasinet Esquire til den mest sexede nulevende kvinde 2010. Hun tog rollen i New-Yorker teatret Off-Broadway, i deres forstilling: Love, Loss, and What I Wore fra den 27. april til den 29. maj 2011 sammen med Conchata Ferrell, AnnaLynne McCord, Anne Meara og B. Smith.
I februar 2011 spillede hun hovedrollen i thrillerfilmen The Roommate. Filmen følger en universitetsstuderende, hvis bofælle er besat af hende og i sidste ende udviklet sig voldeligt. I filmen medvirkede også Leighton Meester og i sin åbningsweekend indbragte filmen 87 millioner kroner i USA, mens det blev til ca. 220 millioner kroner på verdensplan. Filmen var ikke vellidt blandt kritikerne, der kaldte det en billig genindspilning af Single White Female fra 1992.
I december 2010 offentliggjorde Kelly at hun ville spille med i tv-stationen ABC store satsning på genindspilning af tv-serien Charlie's Angels. Kelly skulle spille rollen som gaderæseren, Eva French. Serien blev påbegyndt i marts 2011 og var færdig i maj 2011. Charlie's Angels havde premiere den 22. september 2011 med over otte millioner seere. Trods dette modtog den enstemmige og dårlige anmeldelser fra kritikerne. Selvom der var planlagt 13 afsnit, droppede ABC serien efter fjerde afsnit pga. dårlige seertal.
Magasinet Variety annoncerede at Kelly var blevet castet til en hovedrolle i comedyfilmen Searching for Sonny. Filmen følger to genforenede venner, der er mistænkt i en mordgåde, der ligner lidt et skuespil, som de begge optrådte i, i High School. Produktionen fandt sted i maj og juni 2010 på Fort Worth i Texas. Filmen vandt vandt en pris på Festivus film festival. I 2011 Kelly medvirkede sammen med Adam Sandler og Jennifer Aniston i Just Go with It.
Hun deltog i en otte-dages turné for United Service Organizations sammen med USA's forsvarschef Martin Dempsey, Robert Horry, Jordin Sparks, Thomas Miles og Major Bryan Battaglia til ære for soldater og deres familier. I februar 2011 var hun en af de kendisser, der gik i røde kjoler under Heart Truth Red Dress Collection show, der er en del af New York Fashion Week. Hun havde en kjole af Diane von Fürstenberg. I juni 2012 spillede hun kæreste i Maroon 5's single "One More Night". Kelly vil medvirke i den kommende film The Butler, der kommer i biograferne i løbet af 2013.

## Privatliv
Fra maj 2008 til august 2011 datede hun baseballspilleren Derek Jeter. I Us Weekly kom det frem at hun havde datet skuespilleren Chris Evans tilbage i 2007, og de havde genoptaget deres forhold.

## Filmografi
| År   | Titel                 | Rolle          | Noter |
| ---- | --------------------- | -------------- | --- |
| 2003 | Turbo-Charged Prelude | Ukendt         | 6 minutters introduktionskortfilm for 2 Fast 2 Furious                                                                            |
| 2005 | Devil's Highway       | River          | |
| 2006 | The Pumpkin Karver    | Tammy Boyles   | |
| 2006 | State's Evidence      | Ukendt         | |
| 2007 | The Kingdom           | Ms. Ross       | |
| 2009 | (500) Days of Summer  | Autumn         | |
| 2011 | The Roommate          | Sara Matthews  | Nomineret — MTV Movie Award for Best Scared-As-Shit Performance Nomineret — Teen Choice Award for Choice Movie Actress in a Drama |
| 2011 | Just Go with It       | Joanna Damon   | |
| 2011 | Searching for Sonny   | Eden Mercer    | |
| 2013 | The Butler            | Jackie Kennedy | Fremtidig film |

| År        | Titel                 | Rolle                      | Noter |
| --------- | --------------------- | -------------------------- | --- |
| 2004      | Cracking Up           | Monica                     | "Panic House" (sæson 1: episode 4) |
| 2004      | Drake & Josh          | Stacey                     | "Movie Job" (sæson 2: episode 3) |
| 2005      | American Dreams       | Bonnie                     | "Home Again" (sæson 3: episode 10) |
| 2005      | What I Like About You | Ricki                      | "The Kid, the Cake, and the Chemistry" (sæson 3: episode 22) "Enough Is Enough" (sæson 3: episode 24) "I Want My Baby Back" (sæson 4: episode 1) |
| 2006–2009 | Friday Night Lights   | Lyla Garrity               | Hovedrolle; 52 episoder |
| 2009      | Body Politic          | Francesca "Frankie" Foster | |
| 2010–2011 | Parenthood            | Gaby                       | 9 episoder |
| 2010      | Entourage             | Sig selv                   | "Lose Yourself" (season 7: episode 10) |
| 2011      | Charlie's Angels      | Eve French                 | Lead role; 8 episodes |

| År   | Titel             | Rolle            | Noter                     |
| ---- | ----------------- | ---------------- | ------------------------- |
| 2002 | "If You C Jordan" | Ukendt           | Something Corporate video |
| 2012 | "One More Night"  | Levine's kæreste | Maroon 5 video            |

## Fodnoter
1. ↑  Ifølge data fra staten Californien. California Birth Index, 1905-1995. Center for Sundhedsstatistik, Californiens Institut for Sundhedsanliggender, Sacramento, Californien. Søg på: http://www.familytreelegends.com/records/39461 Arkiveret 27. april 2011 hos  Wayback Machine
2. ↑  "Om Minka Kelly". Yahoo! Film. Hentet 4. september 2012.
3. ↑  Sturtz, Rachel (November 2006), "Funny Joke from a Beautiful Woman", Esquire. 146 (5):41
4. ↑  "Minka Kelly Bio". Tribute.ca. Hentet 2012-01-18.
5. 1 2 3 4 5  D'Agostino, Ryan. "Minka Kelly Is the Sexiest Woman Alive 2010", 'Esquire, October 11, 2010. Accessed 2010-10-11..
6. ↑  "Watch out Derek Jeter, Minka Kelly is Esquire's sexiest woman alive | Amy Andrews Gossip Girl". IrishCentral. Hentet 2011-09-12.
7. ↑  "Emarrassing Celebrity Yearbook Pics! Minka Kelly". US Weekly. Arkiveret fra originalen 8. april 2011. Hentet 2011-09-17.
8. ↑  No byline (2006). "Full Biography", NYTimes.com. Retrieved 2007-10-02
9. ↑  "All the goss from Marquee opening party where celebs were wall-to-wall". The Daily Telegraph. 1. april 2012. Hentet 19. januar 2013.
10. ↑  "Kellan Lutz, Minka Kelly And More At Marquee's Opening". socialitelife.com. 30. marts 2012. Arkiveret fra originalen 13. april 2012. Hentet 19. januar 2013.
11. ↑  Heffernan, Virginia (December 29, 2006), "You Can Find 'Friday Night Light' on Monday, Tuesday … Even Friday Night". New York Times. 156 (53808):E37
12. ↑  "It's True Love for Minka Kelly". TVGuide.com.
13. ↑  Gans, Andrew (14. april 2011). "Minka Kelly, Susan Sullivan Set for Love, Loss... Off-Broadway". Playbill. Hentet 2011-04-21.
14. ↑  Jessica Derschowitz (October 14, 2011). ABC cancels "Charlie's Angels". CBS News. Accessed 2011-10-16.
15. ↑  United Service Organizations (12. december 2011). "@the_USO status". Twitter. Hentet 2011-12-19.
16. ↑  "Photos: Gen. Dempsey Sets Out on First USO Tour With Top Talent in Tow". United Service Organizations. 20. december 2011. Arkiveret fra originalen 16. september 2012. Hentet 2011-12-20.
17. ↑  "Stars Hit the Runway for Heart Health". Shape.com. 10. februar 2012. Arkiveret fra originalen 7. november 2012. Hentet 2012-02-10.
18. ↑  Warner, Kara (26. juni 2012). "Minka Kelly Is Maroon 5's Latest Video Vixen". MTV. Arkiveret fra originalen 28. oktober 2012. Hentet 10. oktober 2012.
19. ↑  "The Butler IMDB page". Hentet 2012-09-04.
20. ↑  "http://www.comingsoon.net/films.php?id=50689". {{cite web}}: Manglende eller tom |url= (hjælp); Ekstern henvisning i |title= (hjælp)
21. ↑  Derek Jeter, Minka Kelly wedding is just talk, says friend Arkiveret 27. juli 2011 hos  Wayback Machine, Daily News, January 13, 2010
22. ↑  Weiss. Shari (18. januar 2011), "Minka Kelly: I'm not marrying Derek Jeter – in the next month, at least", Daily News, arkiveret fra originalen 21. januar 2011, hentet 2011-02-20
23. ↑  "Minka Kelly, Derek Jeter Split After 3 Years". US Magazine. 26. august 2011. Hentet 2011-08-26.
24. ↑  Johnson, Zach (4. september 2012). "Exclusive: Chris Evans, Minka Kelly Dating Again!". Us Weekly. Hentet 4. september 2012.

## Eksterne links
- Minka Kelly on NBC
- Minka Kelly på Internet Movie Database (engelsk)
- Minka Kelly på Filmdatabasen
- Minka Kelly på Scope
- Minka Kelly på Svensk Filmdatabas (svensk)
- Minka Kelly på AlloCiné (fransk)
- Minka Kelly på AllMovie (engelsk)
- Minka Kelly på Rotten Tomatoes (engelsk)
- Minka Kelly på The Movie Database (engelsk)
- Minka Kelly på Internet Off-Broadway Database Arkiveret 14. oktober 2012 hos  Wayback Machine

- Wikimedia Commons har flere filer relateret til Minka Kelly